# Escuela Normal Superior (México)
La Escuela Normal Superior de México (ENSM) es una institución pública de educación superior, y forma parte de la red de Escuelas Normales dependientes de la Dirección General de Educación Superior para el Magisterio (DGESuM). En la Ciudad de México, depende de la Autoridad Educativa Federal en la Ciudad de México (AEFCM), a través de la Dirección General de Educación Normal y Actualización del Magisterio (DGENAM), reconocida a nivel nacional por la formación de profesionistas de la educación y la generación de conocimiento en esta materia a nivel licenciatura y posgrado.[cita requerida]

## Escudo de la ENSM
El escudo se creó en 1953, e incluye lo siguiente:
- Cabeza de águila en perfil: simboliza el estado de profunda observación.
- Serpiente Emplumada (Quetzalcóatl): símbolo de la sabiduría.
- Cinco continentes: cinco plumas los representan y cubren la esfera terrestre.
- Esfera terrestre: símbolo dinámico del conocimiento universal, entre sus meridianos contiene las siglas de la escuela ENS. El eje de dicha esfera es un instrumento óptico en lo que se observa lo ocular que corresponde al ojo del hombre en su búsqueda de conocimiento y el objetivo que es el saber.
- El pie del sostén de la esfera: es un basamento para la estela de un templo cuya estructura representa un libro que contiene una constelación de siete gemas, que representan las siete disciplinas: filosofía, ciencias exactas, historia, geografía, biología, química y arte. Estas siete disciplinas son el origen de las actuales especialistas de la ENSM.
- Rodela heráldica (escudo redondo) simboliza la defensa de los valores humanos, científicos y pedagógicos del futuro maestro.

Los colores del cuerpo del águila pueden ser azul obscuro o negro, los bordes deben ser de color dorado, el fondo azul claro, las siglas, pie de esfera y las gemas de color blanco.

## Historia de la ENSM

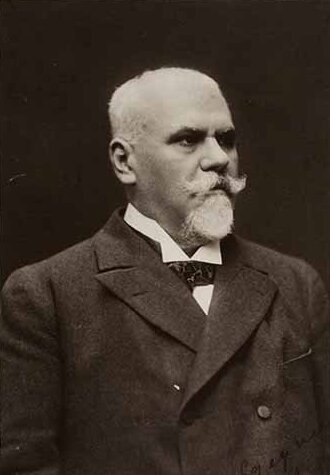
Justo Sierra Méndez

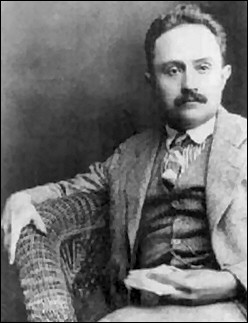
José Vasconcelos Calderón

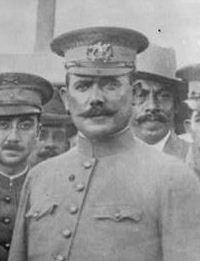
Álvaro Obregón Salido

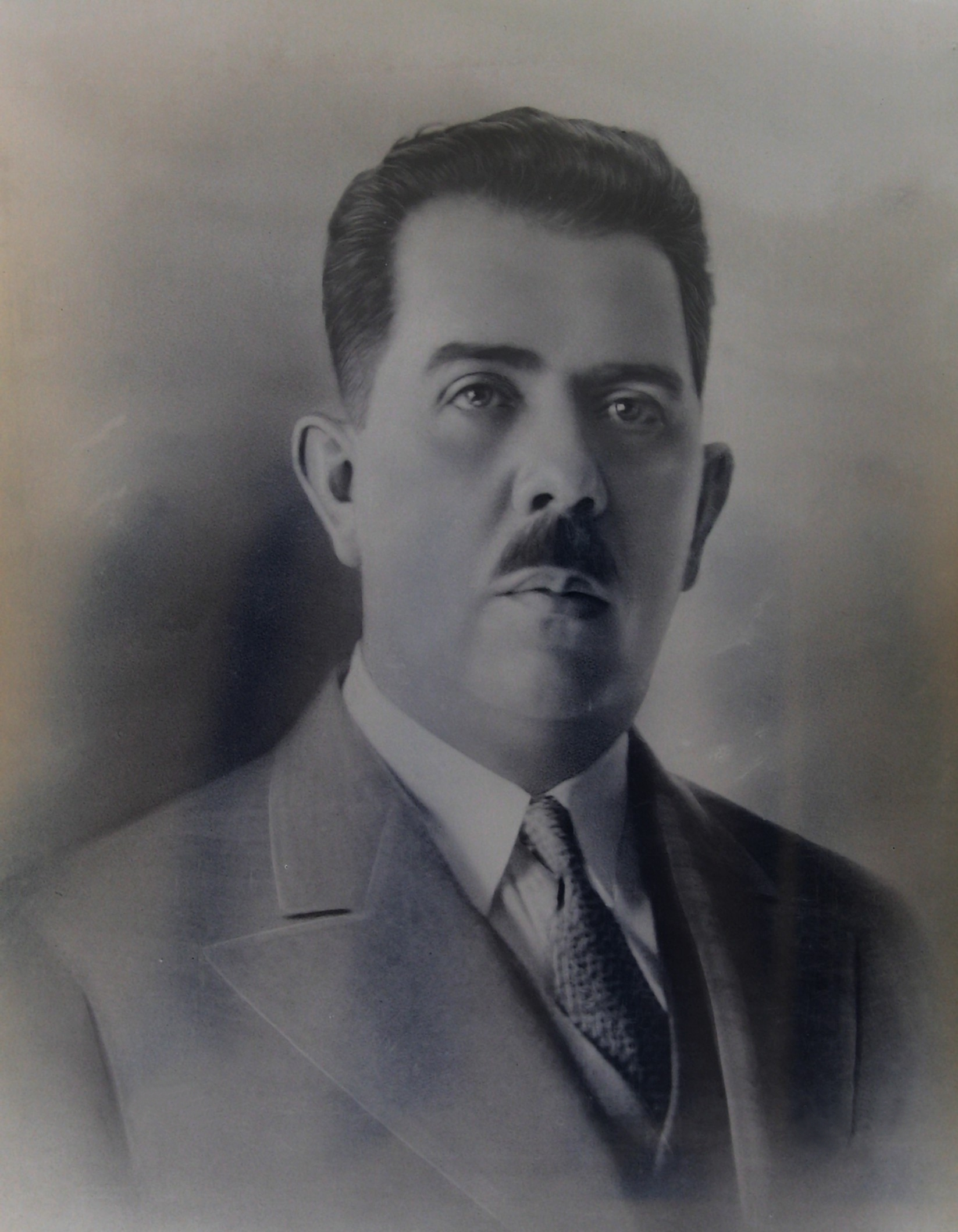
Lázaro Cárdenas del Río

La idea de crear escuelas normales mexicanas nació a finales del siglo XIX y principios del siglo XX, tomando en parte como modelo las escuelas normales que ya existían en Europa, principalmente en Francia (Escuela Normal Superior (Francia)).
Lograda la Independencia de México, era eminente la necesidad de escuelas formadoras de catedráticos cuya filosofía estuviera acorde con la de una vida independiente Nacional. En aquellos años, la creación de normales fue impulsada por los gobiernos federal, estatal y por reconocidos educadores de la época, entre los cuales destacan: Ignacio Manuel Altamirano, Miguel Serrano, Enrique Laubscher, Enrique C. Rébsamen, Carlos A. Carrillo, Gregorio Torres Quintero, Ezequiel A. Chávez, Alberto Correa y Justo Sierra.
La ENSM tuvo su origen en 1881, cuando aparece la Escuela Normal y de Altos Estudios con la puesta en marcha del proyecto de ley elaborada por el maestro Justo Sierra, para la creación de la Universidad Nacional. En 1887 iniciaron labores la Escuela Normal para profesores y, después de unos años, la de profesoras, para el nivel primario de la educación de la Ciudad de México. En esos años también surgieron las escuelas normales de Xalapa, Guadalajara, Guanajuato y Saltillo, entre otras, y para 1900 ya operaban aproximadamente 45 escuelas normales.
En 1901, Justo Sierra fue nombrado subsecretario de la Instrucción Pública, lo que dio como resultado un mayor impulso a la entonces llamada Escuela Normal y de Altos Estudios.
En abril de 1910 se puso en marcha la propuesta emitida por Justo Sierra, con el nombre Escuela Nacional de Altos Estudios (y no Escuela Normal y de Altos Estudios), con lo que se perdió la esencia del proyecto original. Sin embargo, siguió siendo la formación de maestros una de sus facultades, según su artículo 2, apartado 3, que marcaba como uno de sus objetivos "la formación de profesores de escuelas secundarias y profesionales". En el mes de mayo, siendo presidente Porfirio Díaz Mori, se ordenó la integración de la Escuela Nacional de Altos Estudios con la Universidad Nacional de México. Sin embargo, por el inicio de la Revolución mexicana, se generó una gran inestabilidad en estas instituciones, que llegaron incluso a estar en peligro de extinción; no obstante, con el esfuerzo nuevamente de reconocidos personajes de la vida académica (Justo Sierra, Porfirio Parra, Félix Palavicini, Alfonso Pruneda, Ezequiel A. Chávez, Antonio Caso, Valentín Gama, Pedro Henríquez Ureña, Alfonso Reyes Ochoa, Federico Mariscal, Luis G. Urbina y Miguel E. Schultz, entre otros) logró evitarse su desaparición.
En 1921, durante el gobierno de Álvaro Obregón, se impulsó desde la Universidad Nacional de México la creación de la Secretaría de Educación Pública (SEP), tarea en la que trabajaron principalmente: Jaime Torres Bodet, Pedro Alba, Antonio Caso y José Vasconcelos, y quedó asentada dicha creación en la Reforma hecha a la Constitución y a la Ley Orgánica de Secretarias del Estado, el 29 de septiembre de 1921.
En 1924 aparecieron trabajando juntas la Escuela Normal Superior (ENS) y la Facultad de Filosofía y Letras de la UNAM, junto con la Escuela de Ciencias Aplicadas, por disposición del entonces secretario de Educación Pública, José Vasconcelos Calderón, que tenían la misma autoridad o director.
En 1925, Moisés Sáenz impulsó la creación formal de la escuela secundaria mediante dos decretos del gobierno del presidente Plutarco Elías Calles, el del 29 de agosto de 1925 y el del 22 de diciembre del mismo año.
No fue sino hasta 1929 cuando Emilio Portes Gil decretó la separación de la Facultad de Filosofía y Letras de la Escuela Normal Superior, y esta última siguió funcionando dentro de la UNAM.
Para 1935 ya había 65 secundarias oficiales y particulares, en las cuales se encontraban laborando 800 docentes sin título. Ya habían ocurrido, previamente, modificaciones a la Escuela Normal o Escuela Normal Universitaria, por lo que, sobre la base de las necesidades, se formó, a raíz de una propuesta hecha por el Consejo Nacional de la Educación Superior y la Investigación Científica, el denominado Instituto de Preparación del Profesorado de Enseñanza Secundaria, autorizada su creación por el presidente Lázaro Cárdenas del Río. Este instituto fue el antecesor más directo de la ENSM, y fue su primer director, en febrero de 1937, el profesor Gabriel Lucio Argüelles, nombrado por el entonces titular de la SEP, Gonzalo Vázquez Vela, y tuvo entre sus catedráticos y fundadores a: Raúl Cordero Amador, Enrique Beltrán y los más destacados hombres y mujeres de la ciencia y la pedagogía. El segundo profesor que ocupó la dirección del instituto sería Ismael Rodríguez Aragón, hasta el 26 de enero de 1942.
A partir de 1936, la formación de maestros de segunda enseñanza estuvo a cargo del Instituto de Profesores de Enseñanza Secundaria, que en el mismo año se transformó en el Instituto de Preparación para Profesores de Enseñanza Secundaria. Así funcionó hasta 1940, y a partir de ese año se denominó Instituto Nacional del Magisterio de Segunda Enseñanza. En 1942, se transformó en el Centro de Perfeccionamiento para Profesores de Enseñanza Secundaria, y ese mismo año la Ley Orgánica de Instrucción Pública lo convirtió en la Escuela Normal Superior de México (ENSM), nombre que sigue conservando.
La ENSM comenzó a trabajar con la Secretaría de Educación Pública (SEP), directamente en 1936, año en que se le dio la finalidad de capacitar maestros para escuelas secundarias. En ese entonces su domicilio era Fresno número 15, con instalaciones que ocupaban también las calles de Naranjo y la Ribera de San Cosme, de donde sería posteriormente ubicada definitivamente, después de varios sucesos, en Manuel Salazar 201, en la colonia Hacienda del Rosario, en la delegación Azcapotzalco, donde se encuentra desde entonces.
En marzo de 1945, por acuerdo del secretario de Educación Pública, Jaime Torres Bodet, se implantó un nuevo plan de estudios, con once especialidades: lengua y literatura españolas, física y química, ciencias biológicas, geografía, artes plásticas, inglés o francés, matemáticas, civismo, historia universal, historia de México y maestro de normal y técnico en educación. Para 1945, ya estaba construido el edificio en que la ENSM desarrollaría su labor académica; se inauguró el 26 de noviembre de 1946. 
En la Ley Orgánica de Educación de 1939, en su artículo 71, se designan los cuatro tipos de educación normal para aquellos tiempos: educación normal rural, educación normal urbana, educación normal para educadores de Jardín de niños y enseñanza normal superior.
De 1942 a la fecha, la ENSM logró alcanzar gran trascendencia nacional como formadora de maestros para escuelas secundarias.
En 1944, siendo presidente de la República Manuel Ávila Camacho y secretario de Educación Pública Jaime Torres Bodet, se mandó construir un edificio para la Escuela Normal Superior, que había estado funcionando dentro de las instalaciones de la Escuela Secundaria No. 4, de la Escuela Secundaria No. 1 o de la Escuela Nacional de Maestros. Así, el 1 de julio de 1944, se colocó la primera piedra de la edificación.
En octubre de 1946 se dio a conocer el Reglamento de la Escuela Normal Superior de México, que se mantuvo en vigor hasta enero de 1984, fecha en que se publicó el Estatuto Orgánico, que describe, entre otras cosas, los derechos y las obligaciones del personal y de los estudiantes de la ENSM, el cual sigue vigente.

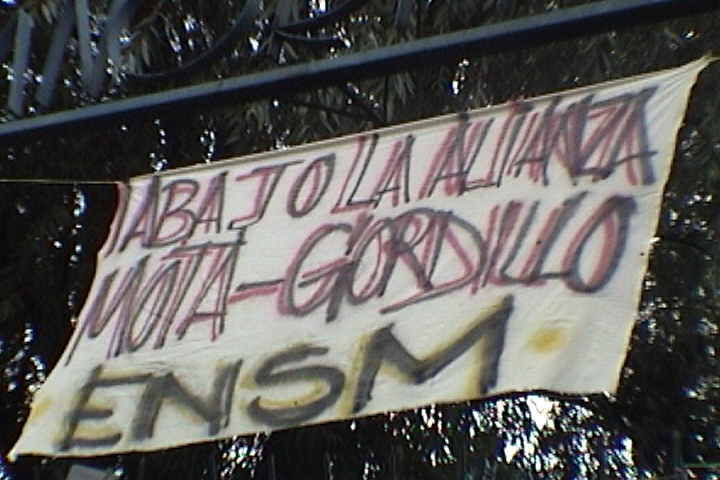

La primera plaza para egresados de la ENSM se consiguió en 1952, después de una huelga estudiantil; en 1953 se logró que las plazas de secundaria fueran cubiertas exclusivamente por egresados de la ENSM. El 8 de mayo de 1956, a raíz de la negativa de las autoridades de asignar plazas iniciales de 12 horas a los egresados (6 horas más de las que ya se habían obtenido), estalló una nueva huelga estudiantil, que se prolongó un año. También en 1956, nace un movimiento magisterial, debido a los bajos salarios recibidos por los profesores; ante estos sucesos, la Sociedad de Alumnos de la Escuela Normal Superior se unió al movimiento revolucionario magisterial, con paros de labores en 1958, en los que exigían la asignación de plazas iniciales de 12 horas. En este periodo fue director de la Escuela Normal Superior, Arquímides Caballero Caballero, quien realizó gestiones en apoyo al cuerpo estudiantil ante la SEP.
En 1968 existían, además de la ENSM, 16 escuelas normales superiores en el país que, a la fecha, han venido desapareciendo; los planes y programas de estudio que se aplicaban en éstas eran los mismos de la Escuela Normal Superior de México.[cita requerida]
Actualmente la Escuela Normal Superior de México está bajo el plan de estudios 2018, dando salida al anterior plan 1999 es la única Normal en Ciudad de México que se encuentra actualmente bajo este plan de estudios vigentes y está próxima a incorporar el plan 2022, aunque no se tiene un comunicado que avale la incorporación del plan educativo.
Entre las funciones más relevantes que el estatuto confiere a la ENSM, se hallan las siguientes:
- Impartir cursos escolarizados de licenciatura, especialización, diplomados y posgrado.
- Realizar trabajos de investigación científica educativa que permitan hacer aportaciones sustanciales para la elevación de la calidad de la educación.
- Efectuar actividades de divulgación y extensión cultural, científica y académica.[cita requerida]

## Actualmente la ENSM

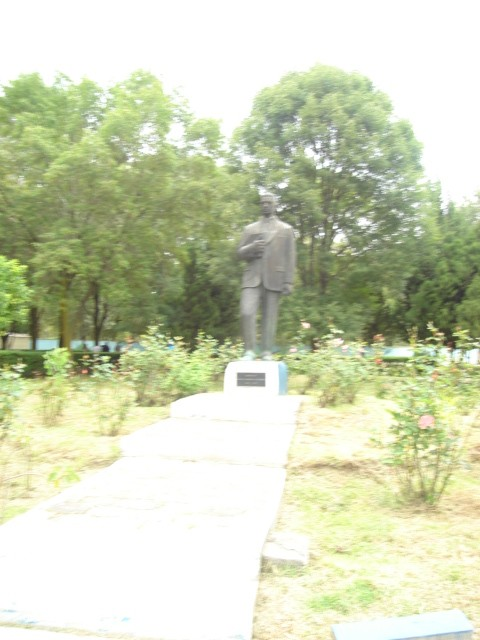
Estatua en honor del profesor Rafael Ramírez Castañeda, luchador de la educación pública y uno de los primeros misioneros de la educación rural (ubicada en la ENSM)

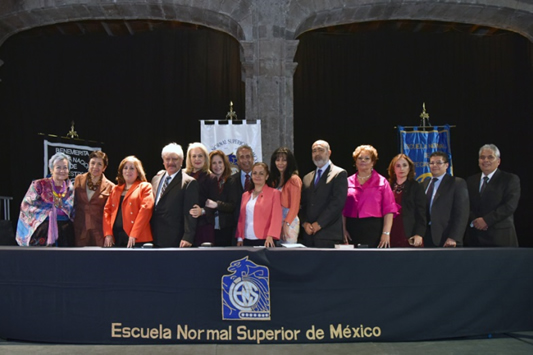
80 Aniversario de la Escuela Normal Superior de México

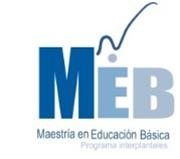
Logotipo de la Maestría en Educación Básica MEBI/DGENAM

La oferta académica de la ENSM comprende la licenciatura en la Enseñanza y Aprendizaje a nivel secundaria, como parte del curso escolarizado de la licenciatura, y la actualización por medio de programas, posgrado con diferentes líneas de investigación.[cita requerida]
El Artículo 4o del Estatuto Orgánico de la ENSM determina que las autoridades de esta escuela son:
- Director
- Subdirector
- Subdirector Administrativo
- Jefes de las Divisiones de Licenciatura
- Coordinadores de Licenciatura en la Enseñanza y Aprendizaje (2018):
- Biología
- Español
- Física
- Formación Cívica y Ética
- Geografía
- Historia
- Inglés / Centro de Enseñanza de Lenguas Extranjeras (CELE)
- Matemáticas
- Pedagogía
- Psicología Educativa
- Química

Tanto Pedagogía cómo Psicología Educativa a nivel nacional son las especialidades que una escuela Normal ostenta. Contando con un máximo de 20 estudiantes de cada licenciatura.
- Coordinadores de Posgrado en:

Maestría en Competencias docentes
Doctorado en Educación
- Especialidades en:

Enseñanza de la Lengua
Diplomados
- Jefes de Unidad
- Jefes de Departamento Académico y Administrativo

Cuenta con un cuerpo académico dedicado a la investigación y divulgación de carácter educativo para enriquecer a los futuros docentes que se encuentran en formación, para implementar las nuevas competencias que serán requeridas para la transformación de la educación en México dotando de saberes a las futuras generaciones de alumnos de escuelas secundarias del Estado Mexicano
Los derechos y obligaciones de autoridades, trabajadores y estudiantes se encuentran en el Estatuto Orgánico de la ENSM.[cita requerida]

## Escuela Secundaria Anexa a la Normal Superior (E.S.A.N.S.)
La Escuela Secundaria Anexa a la Normal Superior (E.S.A.N.S.) nace como un laboratorio psico-pedagógico, donde los alumnos de la E.N.S.M. pudieran aplicar, las teorías pedagógicas y experimentar nuevas técnicas y métodos de enseñanza; principios que en la actualidad no se sabe claro si siguen plenamente vigentes: 
Ser una escuela de investigación, experimentación y comprobación pedagógica. 
Se establece el horario discontinuo para un mejor aprovechamiento de habilidades para el alumnado.
Su trabajo sea teórico práctico completando la cultura general del alumno. 
La escuela secundaria anexa a la Normal superior cumple con los programas que elabora la Secretaría de Educación Pública y se cree aún forma parte de la doctrina y acción de la Escuela Normal Superior de México.
El 11 de abril de 1955 es inaugurada por el Secretario de Educación Pública, Lic. José Ángel Ceniceros.
1957- 1967 Prof. Arqueles Vela Salvatierra.
- Impulsa actividades artísticas y literarias.
- Se consolidan los dos turnos de trabajo.
- Se disponen descansos de 10 minutos después de cada clase, además del de 20 minutos a mitad de cada jornada.

1967- 1976 Prof. Enrique Camargo Esquivel.
- Se facilita la práctica y observación pedagógica a la Normal Superior para que la Anexa cumpliera su función como Centro de Experimentación Pedagógica.
- En 1968 se crea el Himno a la ESANS. La maestra Margarita Ojeda López crea la letra y el profesor José Maldonado Rivera la música.
- De 1974 a 1975 son utilizados los nuevos programas por objectivos operacionales, generando un aporte muy importante para el proceso enseñanza- aprendizaje de gran influencia para la educación media del país.

1976- 1988 Profra. Bárbara Balderas Núñez.
- El 15 de febrero de 1977 se pública el primer número del periódico escolar El Águila.
- En 1980 se inaugura la Galería de Directores.
- Se abre al público la Mapoteca de la ESANS en 1983.

1988- 2003 Profra. María Graciela Carreño Huerta.
- En 1988 se funda el Coro de la ESANS.
- Se funda la Orquesta Sinfónica.
- Se establecen los Ensambles de Cuerdas, de Alientos y de Guitarras y Mandolinas.
- Se inician los clubes de Teatro, Danza, Ajedrez, Banda de Guerra y Escolta.
- Se inaugura el Laboratorio de Idiomas.
- Empieza a funcionar Sala de Medios.
- Da principio el intercambio cultural México- Francia.
- Se inicia en la ESANS el proyecto SEC- 21 en el que se buscó que el uso de la tecnología sirviera de apoyo al trabajo académico.

2003- 2005 Profra. Alejandra Escobar Cáceres.
- Se continúan los proyectos establecidos.
- Se realiza un intercambio cultural con alumnos de París.

2005 Profra. María de la Luz Campos Gutiérrez.
- Se logran dos intercambios con escuelas francesas.
- Se da continuidad a los proyectos ya establecidos.

2005- 2016 Profra. Verónica Rodríguez Colín.
- Se integran los grupos de primer grado al proyecto Enciclomedia.
- Son equipados todos los salones de la escuela con pizarrones electrónicos y cañones.
- Se forma el cuarteto de flauta barroca.
- Se inicia el intercambio con las escuelas hermanas de Chicago.
- La ESANS se incorpora a los programas Escuelas de Calidad y Escuela Segura.
- Se obtiene el inmueble para el gimnasio de la escuela.
- Se crea el Aula Interactiva.

2016 hasta la fecha Profa. Elena Gabriela Haro Mayo
```
Actualmente al ser laboratorio de prácticas profesionales de la Escuela Normal Superior de México, no permite el acceso a practicantes o este es muy controlado para que los futuros profesionales de la educación puedan implementas nuevas estrategias del aula educativa.
```